# Will Sellenraad
Will Sellenraad (* 28. Februar um 1972) ist ein US-amerikanischer Jazzmusiker (Gitarre) des Modern Jazz.

## Leben und Wirken
Sellenraad ist der Sohn eines New Yorker Künstlerpaars; sein Vater ist Johan Sellenraad. Er war schon früh mit der Downtown-Kunst- und Musikszene vertraut. Mit Stipendien studierte er bis 1995 im Jazzprogramm der New School University. Er erhielt verschiedene Auszeichnungen des New York State Council on the Arts; außerdem trat er in der Musikszene New Yorks, wo er in Clubs wie 55 Bar, Smalls, Mezzrow, The Blue Note, Birdland, Iridium und im Sweet Basil auf.
Sellenraad spielte um 2000 ein erstes Album im Eigenverlag ein, Streams, entstanden in Triobesetzungen mit John Hurt (Piano), Kiyoshi Kitagawa (Bass) und Eric McPherson. 2002 nahm er mit seiner Band Root Down das Album Star Hustler auf; in seiner Band spielten Brian Charette und Darren Beckett. 2007 nahm Sellenraad in New York für Beezwax Records sein drittes Album auf, Balance , mit Abraham Burton, Kiyoshi Kitagawa und Victor Lewis. 2019 legte er mit Eric McPherson und Rene Hart das Trioalbum Greene Street Vol. 1 (Deko) vor, laut Down Beat „baut das Trio Melodien, Soli und Texturen zusammen und verwendet ihre Chemie, um ein fesselndes Album zu produzieren.“